# David Clément
Pour les articles homonymes, voir Clément.
David Clément, né le 16 juin 1701 à Hofgeismar dans la Hesse et décédé le 10 janvier 1760 à Hanovre, était un bibliographe.

## Biographie
II succéda à l'emploi de son père; qui fut ministre dans la vallée de Pragelas en Piémont puis pasteur d'une colonie de Français réfugiés; où il remplit la même fonction à Brunswick en 1756, et depuis 1745 à Hanovre.

## Publications
Il a laissé : 
- Bibliothèque curieuse, historique et critique, ou Catalogue raisonné de livres difficiles à trouver, Göttingen, Hanovre et Leipzig, 1750-1760. 9 vol. in-4° : ce n'est point une sèche nomenclature de titres ; chaque livre fournit à Clément le sujet de quelque dissertation, où les détails qu'il donne sont appuyés de nombreuses citations ; mais l'auteur a mis au nombre des livres rares beaucoup d'ouvrages qui sont de très peu de valeur. Il a même souvent donné trop d'éloges à de médiocres ouvrages. Il est à regretter cependant que la mort l'ait empêché de continuer cet ouvrage, écrit en français, qui, distribué par l'ordre alphabétique des auteurs, ne va pas au-delà du mot HESSUS. Clément, désirant connaître les livres rares espagnols, avait prié G. Meerman de demander à Grég. Mayans de Valence le catalogue de sa bibliothèque. Ce savant espagnol écrivit directement à David Clément que le catalogue de sa bibliothèque n'était point fait ; mais qu'il lui donnait du moins la liste des grammairiens et rhéteurs espagnols dont il possédait et avait lu les ouvrages.

C'est cette lettre et cette liste que David Clément a fait imprimer sous le titre de Specimen bibliothecæ hispano-maiansianæ, sive idea novi-calalogi critici operum scriptorum Hispanorum quæ habet in sua bibliotheca Gregorius Maiansius, Hanovre, 1755, in-4° : il y est question d'environ quatre-vingt-dix auteurs ; le titre de leurs ouvrages est rapporté en entier, et, à la suite de chaque ouvrage, le jugement qu'en porte Mayans.

## Source
« David Clément », dans Louis-Gabriel Michaud, Biographie universelle ancienne et moderne : histoire par ordre alphabétique de la vie publique et privée de tous les hommes avec la collaboration de plus de 300 savants et littérateurs français ou étrangers, 2e édition, 1843-1865 [détail de l’édition]